# 史密森尼 (雜誌)
《史密森尼》（Smithsonian）是一份由美國史密森尼學會所發行的雜誌，創刊於1970年。